# Школы права в США
Школа права в Соединённых Штатах Америки (англ. Law school in the United States) — образовательное учреждение, в котором студенты получают профессиональное юридическое образование после получения степени бакалавра.
Юридические школы в США присваивают степень Juris Doctor (J.D.), которая является профессиональной докторской степенью[6]. Это степень, которая обычно требуется для занятия юридической практикой в США, и последняя степень, получаемая большинством практикующих специалистов в этой области. Программы Juris Doctor в юридических школах обычно трёхлетние, если обучение ведется очно, или четырёхлетние, если обучение ведется на вечерних курсах. Некоторые американские юридические школы имеют ускоренную программу JD.
Также присуждаются степени магистра права (LL.M.) и доктора юридических наук (J.S.D. или S.J.D.), которые могут охватывать более международные нормы права. Большинство юридических школ являются колледжами, факультетами или другими подразделениями более крупного высшего учебного заведения, например, университета. Юридическое образование в Соединённых Штатах сильно отличается от образования во многих других частях мира.

## Терминология
Исследование 2006 года показало, что названия 192 юридических школ, утверждённых на тот момент Американской ассоциацией юристов (ABA), включали один из пяти общих идентификаторов: «школа права» (118), «колледж права» (38), «юридическая школа» (28), «юридический центр» (7) и «юридический факультет» (1). Однако в обычной речи «юридическая школа» повсеместно предпочитается за её «краткость и ясность».

## Поступление в юридические школы
В США юридические школы требуют наличия степени бакалавра по любой дисциплине, удовлетворительного среднего балла по бакалавриату (GPA) и удовлетворительного результата на вступительном экзамене в юридическую школу (LSAT) в качестве предварительных условий для поступления В некоторых штатах, где есть школы, не утверждённые АБА, или школы, аккредитованные штатом, существуют требования эквивалентности, которые обычно равны 90 кредитам для получения степени бакалавра. Дополнительные личные факторы оцениваются с помощью эссе, вопросов с краткими ответами, рекомендательных писем и других материалов заявления. Стандарты оценок и баллов LSAT варьируются в разных учебных заведениях.
Хотя средний балл аттестата зрелости и балл LSAT являются наиболее важными факторами, рассматриваемыми приёмными комиссиями юридических школ, индивидуальные факторы также имеют определённое значение. Собеседования — личные или через видеочат — иногда используются в качестве факультативных или дополнительных компонентов заявления. Многие юридические школы активно ищут абитуриентов не из традиционного пула, чтобы увеличить расовое, экономическое и опытное разнообразие в кампусе. Большинство юридических школ теперь учитывают внеклассную деятельность, опыт работы и уникальные курсы обучения при оценке абитуриентов. Всё большее число абитуриентов юридических школ имеют несколько лет опыта работы, и соответственно меньше студентов-юристов поступают сразу после окончания бакалавриата. Тем не менее, юридические школы, как правило, рассматривают только дипломы об окончании бакалавриата, а не дипломы о высшем образовании при рассмотрении кандидата на зачисление; первые считаются юридическими школами более единым стандартом, чем вторые, для оценки академической успеваемости.
Многие юридические школы предлагают значительные стипендии и гранты многим своим студентам, что значительно снижает фактическую стоимость обучения в юридической школе по сравнению с платой за обучение. Некоторые юридические школы обуславливают получение стипендий поддержанием определённого среднего балла успеваемости.
По состоянию на 2013 год в 204 юридических школах, одобренных ABA, обучался 128 641 студент на программах JD.

## Аккредитация
Для сдачи экзамена на звание адвоката подавляющее большинство ассоциаций адвокатов штатов требуют аккредитации юридической школы кандидата Американской ассоциацией адвокатов (ABA). ABA установила подробные требования, охватывающие все аспекты деятельности юридической школы, вплоть до точного содержания юридической библиотеки и минимального количества минут обучения, необходимого для получения степени юриста. По состоянию на 2020 год 203 юридические школы, аккредитованные ABA, присваивали степень доктора права, 202 из них имели полную аккредитацию, а одна — временную. Юридический центр и школа генерального судьи в Шарлоттсвилле (штат Виргиния), школа при армии США, которая проводит программу подготовки военных адвокатов после получения степени доктора права, также аккредитована ABA.
Юридические школы, не имеющие аккредитации ABA, имеют гораздо более низкие показатели сдачи экзаменов, чем юридические школы, имеющие аккредитацию ABA, и не предоставляют и не раскрывают данные о результатах трудоустройства в ABA.
Кроме того, законодательные органы отдельных штатов или экзаменаторы адвокатов могут поддерживать отдельную систему аккредитации, которая открыта для учебных заведений, не имеющих аккредитации ABA. В этом случае выпускники таких школ могут сдавать экзамен на адвоката только в том штате, в котором аккредитована их школа. Калифорния — самый известный пример аккредитации по штату. Комитет экзаменаторов штата Калифорния утверждает многие учебные заведения, которые не могут претендовать на аккредитацию ABA или требовать её. Выпускники таких школ могут сдавать экзамен на адвоката в Калифорнии, а после сдачи экзамена многие штаты разрешают этим студентам сдавать экзамен на адвоката (после практики в течение определённого количества лет в Калифорнии).
Калифорния также является первым штатом, который разрешил выпускникам дистанционного юридического образования (онлайн и заочного) сдавать адвокатский экзамен. Однако онлайновые и заочные юридические школы, как правило, не аккредитованы ABA или экзаменаторами штата, и право их выпускников сдавать экзамен на получение степени адвоката может варьироваться от штата к штату. Даже в Калифорнии, например, Коллегия адвокатов штата считает некоторые онлайновые школы «зарегистрированными», что означает, что их выпускники могут сдавать экзамен в коллегии адвокатов, но при этом специально оговаривает, что «Комитет экзаменаторов коллегии адвокатов не утверждает и не аккредитует заочные школы». Кентукки идёт дальше, специально отстраняя выпускников заочной школы от приёма в адвокатуру. Это касается даже тех случаев, когда выпускник получил допуск в другой юрисдикции.

## Учебный план
Студенты-юристы называются 1Ls, 2Ls и 3Ls в зависимости от года обучения. В Соединённых Штатах Американская ассоциация юристов (ABA) не предписывает определённую учебную программу для студентов 1-го курса. Стандарт ABA 302(a)(1) требует только изучения «материального права», которое приведет к «эффективному и ответственному участию в юридической профессии». Однако большинство юридических школ имеют собственную обязательную учебную программу для студентов 1 курса, которая обычно включает:
- Гражданский процесс (Федеральные правила гражданского судопроизводства[англ.])
- Конституционное право (Конституция США, особенно Пятая и Четырнадцатая поправки, а также Торговая оговорка[англ.])
- Договоры (Статья 2 (купля-продажа) Единого торгового кодекса и Устав (второй) о договорах[англ.])
- Уголовное право (обычное общее право, Типовой уголовный кодекс[англ.] и уголовные законы штатов)
- Имущество (обычное общее право и Переоформление собственности)
- Ответственность за причинение вреда (Деликты) (обычное общее право, Устав о деликтах, второй[англ.] и Устав (третий) о деликтах).
- Юридические исследования[англ.] (использование юридической библиотеки[англ.], LexisNexis и Westlaw)
- Юридическое письмо (включая объективный анализ, убедительный анализ и юридическое цитирование).

Эти базовые курсы призваны дать общее представление о праве в широком смысле. Не все юридические школы, утвержденные ABA, предлагают все эти темы на первом курсе; например, многие школы не предлагают конституционное право и/или уголовное право до второго и третьего курсов. Большинство школ также требуют изучения предмета «Доказательства», но редко предлагают его студентам первого курса. Некоторые школы объединяют юридические исследования и юридическое письмо в один годичный курс «адвокатские навыки», который также может включать небольшой компонент устных аргументов.
Поскольку учебный план первого года обучения всегда фиксирован, большинство школ не позволяют первокурсникам самостоятельно выбирать расписание курсов, а вместо этого вручают им расписание во время ориентации новых студентов.
В большинстве школ оценка за весь курс зависит от результатов только одного или двух экзаменов, обычно в форме эссе, которые проводятся на ноутбуках студентов в классе с помощью специального программного обеспечения. Некоторые преподаватели могут частично или полностью использовать экзамены с множественным выбором, если материал курса для этого подходит (например, профессиональная ответственность). Курсы юридических исследований и письма, как правило, имеют несколько крупных проектов (курсовых, из которых некоторые оцениваются, некоторые нет) и итоговый экзамен в форме эссе. Большинство учебных заведений устанавливают обязательную кривую оценок (см. ниже).
После первого года обучения студенты-юристы, как правило, могут свободно изучать различные области права. Все юридические школы предлагают (или пытаются предложить) широкий спектр курсов старших курсов в таких областях материального права, как административное право, корпоративное право, международное право, адмиралтейское право, право интеллектуальной собственности и налоговое право, а также в таких областях процессуального права, которые обычно не изучаются на первом курсе, например, уголовный процесс и средства правовой защиты. Многие юридические школы также предлагают практические курсы старших курсов в области консультирования клиентов, судебной адвокатуры, апелляционной адвокатуры и альтернативного разрешения споров. В зависимости от юридической школы, практические курсы могут включать вымышленные упражнения, в которых студенты взаимодействуют друг с другом или с добровольными актёрами, играющими клиентов, свидетелей и судей, или реальные дела в юридических клиниках.
Выпуск — это гарантированный результат для большинства студентов, которые вовремя платят за обучение, ведут себя достойно и ответственно, поддерживают минимальное количество единиц за семестр и средний балл, посещают обязательные курсы старших курсов и успешно заканчивают определённое количество единиц к концу шестого семестра.
ABA также требует, чтобы все студенты школ, одобренных ABA, проходили курс этики профессиональной ответственности. Как правило, это курс верхнего уровня; большинство студентов проходят его на 2 курсе. Это требование было добавлено после Уотергейтского скандала, который нанёс серьёзный ущерб общественному имиджу профессии, поскольку президент Ричард Никсон и большинство его предполагаемых соучастников были юристами. ABA хотела продемонстрировать, что юридическая профессия может сама себя регулировать, хотела подтвердить и сохранить свою позицию лидера и надеялась предотвратить прямое федеральное регулирование профессии.
С 2004 года, чтобы гарантировать, что исследовательские и письменные навыки студентов не ухудшатся, ABA добавила требование к письменным работам на старших курсах. Студенты-юристы должны пройти хотя бы один курс или выполнить проект независимого исследования на втором или третьем курсе, который требует написания работы для зачёта.
Большинство юридических курсов в меньшей степени посвящены доктрине, а в большей — изучению того, как анализировать правовые проблемы, читать дела, разбирать факты и применять закон к фактам.
В 1968 году Фонд Форда начал выделять 12 миллионов долларов, чтобы убедить юридические школы сделать «юридические клиники» частью своей учебной программы. Клиники должны были дать практический опыт в юридической практике, одновременно обеспечивая безвозмездное представительство малоимущих. Однако консервативные критики утверждают, что вместо этого клиники стали использоваться профессорами для левого политического активизма. Критики называют финансовое участие Фонда Форда поворотным моментом, когда такие клиники начали превращаться из практики в пропаганду.
Юридические школы, предлагающие ускоренные программы JD, имеют уникальные учебные планы для таких программ. Тем не менее, одобренные ABA юридические школы с ускоренными программами JD должны соответствовать правилам ABA.
Наконец, в юридических школах акцент делается не на законодательстве конкретного штата, в котором находится юридическая школа, а на законодательстве в целом по стране. Хотя это усложняет подготовку к экзамену на адвоката, поскольку приходится изучать законодательство конкретного штата, акцент на юридических навыках, а не на юридических знаниях, может пойти на пользу студентам, не собирающимся практиковать в том же штате, где они посещают юридическую школу.

## Оценки, градации и кривые оценок
Оценки в юридической школе очень конкурентоспособны. В большинстве школ оценки выставляются по кривой. В большинстве юридических школ оценки за первый курс (1L) значительно ниже, чем за предметы, изучаемые после первого курса юридической школы.
Многие школы используют «медианную» систему оценок, которая может варьироваться от «медианной четверки с плюсом» до «медианной тройки с минусом». Некоторые преподаватели обязаны определить, какой экзамен или работа были точно медианными по качеству (например, 26-я лучшая из 51), дать этой работе соответствующую оценку в зависимости от используемой системы, а затем оценить остальные экзамены в зависимости от того, насколько они лучше или хуже медианных. В некоторых учебных заведениях, таких как Йельская школа права, Стэнфордская школа права, Гарвардская юридическая школа, юридический факультет Калифорнийского университета в Беркли и юридический факультет Северо-Восточного университета, существуют альтернативные системы оценивания, в которых рангу уделяется меньше внимания (или вообще не уделяется). Другие учебные заведения, например, нью-йоркская юридическая школа Фордхэм, используют гораздо более жёсткую систему оценок, в которой определённый процент студентов должен получить определённые оценки. Например, такая система может обязать преподавателей ставить минимальное и максимальное количество «пятёрок» и «двоек» (например, 3,5 % / 7 % пятёрок и 4,5 % / 10 % двоек). Многие преподаватели недовольны отсутствием свободы действий, предоставляемой такими системами, особенно необходимостью провалить определённое количество студентов, чья успеваемость, возможно, была ниже среднего, но, по мнению преподавателя, не заслуживает неудовлетворительной оценки. Система «медианы» стремится обеспечить определённый паритет между шкалами оценок преподавателей, предоставляя при этом преподавателю право поставить оценку ниже медианы только в том случае, если она заслужена.
Даже при криволинейном оценивании некоторые юридические школы, например, юридический колледж Сиракузского университета, по-прежнему придерживаются политики «отчисления за академическую неуспеваемость», при которой студенты, не достигшие минимального среднего балла, отчисляются из школы.
Одним из учебных заведений, которое отошло от системы конкурсного оценивания, характерной для большинства американских юридических школ, является юридический факультет Северо-Восточного университета. В Northeastern нет системы среднего балла или рейтинга класса, вместо этого факультет использует систему описательных оценок для оценки успеваемости студентов.
Во многих юридических школах США используется система анонимного оценивания, известная как «слепое оценивание». Она предназначена для борьбы с предвзятостью оценивающего. В каждом семестре студентам присваиваются случайные номера, обычно в офисе регистратора, которые студенты должны указать на своих экзаменах. Затем профессора оценивают экзамены на анонимной основе, узнавая имена студентов только после того, как оценки передаются в Регистратуру. Общее принятие слепого оценивания последовало за приёмом значительного числа студентов из числа меньшинств в юридические школы.

## Ускоренные программы JD
Ускоренная программа JD может относиться к одному из следующих понятий:
- Программа, сочетающая степень бакалавра со степенью доктора юриспруденции («3+3 JD program» или «BA to JD program»).
- Двухлетняя программа получения степени доктора юриспруденции, которая предлагается в сжатые сроки, отдельно от бакалавриата («2-летняя программа JD»).

В результате беспокойства студентов по поводу времени и стоимости (как с точки зрения платы за обучение, так и стоимости возможностей, связанных с отказом от зарплаты в течение трёх лет), необходимых для получения степени юриста, появилась тенденция к разработке ускоренных программ JD.

## Педагогические методы
В основном обучение в юридических вузах США основано на стандартах, разработанных Кристофером Колумбом Лэнгделлом и Джеймсом Барром Эймсом в Гарвардской школе права в 1870-х годах. Профессора обычно ведут в классе дебаты по вопросам отдельных судебных дел, собранных в «кейс-буки» для каждого курса. Традиционно профессора права предпочитали не читать много лекций, а использовали метод Сократа, чтобы заставить студентов учить друг друга на основе их индивидуального понимания теории права и фактов рассматриваемого дела.
Многие юридические факультеты продолжают использовать метод Сократа, который заключается в том, что студента вызывают наугад, спрашивают его или её об аргументе, приведённом в заданном деле, спрашивают, согласен ли он или она с аргументом, а затем используют серию вопросов, направленных на выявление логических недостатков в аргументации студента. Экзамены обычно подразумевают интерпретацию фактов гипотетического дела, определение применения правовых теорий к делу, а затем написание эссе. Этот процесс предназначен для обучения студентов методам рассуждения, необходимым для правильной интерпретации теорий, законов и прецедентов и аргументации их правомерности как в устной, так и в письменной форме. В отличие от этого, в большинстве стран гражданского права юридическое образование строится на профессорских лекциях и устных экзаменах, которые больше подходят для усвоения сложных гражданских кодексов.
Такой стиль преподавания часто дезориентирует студентов первого курса, которые привыкли конспектировать лекции профессоров. Большинство учебников по прецедентному праву не содержат чёткого изложения закона; вместо этого они заставляют студента интерпретировать дела и выводить основные правовые понятия из самих дел. В результате многие издательства выпускают на рынок конспекты для юридических вузов, в которых в сжатой форме излагаются основные понятия каждой области права, и хорошие конспекты пользуются большим спросом у многих студентов, хотя некоторые профессора не рекомендуют их использовать.
Юридическая педагогика также подвергается критике со стороны таких ученых, как Алан Уотсон в своей книге «Позор юридического образования». Некоторые юридические школы, например, юридическая школа Саванны, изменили направление и создали совместные учебные среды, позволяющие студентам работать непосредственно друг с другом и преподавателями, чтобы смоделировать командную работу адвокатов, работающих над делом.
Для сдачи государственных экзаменов в адвокатуру некоторые выпускники юридических школ считают обучение в юридических школах недостаточным и прибегают к специализированным курсам по изучению адвокатуры у частных провайдеров. Такие курсы обычно состоят из лекций, часто записанных на видео.

## История
До конца XIX века юридические школы были редкостью в Соединённых Штатах. Большинство людей вступали в юридическую профессию через чтение законов — форму независимого обучения или ученичества, часто под руководством опытного адвоката. Эта практика обычно заключалась в чтении классических юридических текстов, таких как «Институты законов Англии» Эдварда Кока и «Комментарии к законам Англии» Уильяма Блэкстоуна.
В колониальной Америке, как и в Великобритании того времени, юридических школ не существовало. В течение нескольких лет после Американской революции в некоторых университетах, таких как Колледж Вильгельма и Марии и Пенсильванский университет, была создана «кафедра права». Колумбийский колледж назначил своего первого профессора права Джеймса Кента в 1793 году. Те, кто занимал эти должности, были единственными распространителями юридического образования (как такового) в своих учебных заведениях — хотя право, конечно, обсуждалось в других академических областях как нечто само собой разумеющееся — и читали лекции, призванные дополнить, а не заменить ученичество.
Первым учебным заведением, созданным исключительно с целью преподавания права, стала Литчфилдская школа права, основанная судьей Таппингом Ривом в 1784 году для организации большого количества потенциальных учеников или слушателей лекций, которых он привлекал. Несмотря на успех этого учебного заведения и аналогичных программ, созданных впоследствии в Гарвардском университете (1817), колледже Дикинсона (1834), Йельском университете (1843), юридической школе Олбани (1851) и Колумбийском университете (1858), посещение юридической школы оставалось редким исключением в профессии. Ученичество было нормой до 1890-х годов, но затем Американская ассоциация юристов (которая была создана в 1878 году) начала настаивать на том, чтобы штаты ограничили приём в адвокатуру только теми, кто удовлетворительно закончил несколько лет последипломного обучения. В 1906 году Ассоциация американских юридических школ приняла требование, чтобы юридическая школа проводила минимум трёхлетний курс обучения.

### Женщины
В конце 1800-х и начале 1900-х годов женщины не допускались в большинство юридических школ. В 1869 году юридический факультет Вашингтонского университета стал первым юридическим факультетом в Америке, в который были приняты женщины. «Первой женщиной, получившей юридическую степень, была Ада Кепли из юридического колледжа Юнион в Иллинойсе (Северо-Запад)» в 1870 году. Другими юридическими факультетами, которые приняли женщин раньше большинства других, были юридический факультет Буффало, который «начал свою деятельность в 1887 году … и открыт для женщин и иммигрантов»; Университет Айовы, который «принимал женщин в качестве студентов-юристов» по крайней мере с 1869 года; Мичиганский университет; и юридическая школа Бостонского университета, которая начала принимать женщин в 1872 году. «В 1878 году две женщины успешно подали иск о приёме в первый класс юридической школы Гастингса [Калифорнийский университет]», одной из них была Клара Фольц. Когда в 1894 году Калифорнийский университет создал вторую юридическую программу, на этот раз в кампусе Беркли, она была открыта для женщин и мужчин на равных основаниях. В 1898 году Эллен Спенсер Масси и Эмма Жиллетт основали Вашингтонскую юридическую школу для женщин и мужчин (ныне известную как Вашингтонский юридический колледж Американского университета).
Трудности для женщин-студентов юридических факультетов усугублялись тем, что суды не допускали женщин в качестве адвокатов, что было продемонстрировано в известном деле Майры Брэдвелл в качестве истца в деле Брэдвелл против Иллинойса (1870). Впоследствии федеральные суды были открыты для женщин в 1878 году благодаря успешной кампании Белвы Энн Локвуд.
Элитные юридические школы оставались закрытыми для женщин ещё некоторое время. Под влиянием суфражистского движения в поддержку женщин Гарвардская юридическая школа начала рассматривать вопрос о приёме женщин в 1899 году, но безуспешно. Отчасти в ответ на давление суфражистского движения и нежелание элитных юридических школ открыть свои двери, «в 1908 году в Бостоне была основана юридическая школа Порции», которая позже превратилась в Школу права Новой Англии и была единственной юридической школой в то время с «полностью женским составом студентов». В 1915 году, в связи с продолжающимся отказом Гарварда принимать женщин, в качестве альтернативы элитным юридическим школам была основана Кембриджская юридическая школа для женщин, которая должна была быть «как можно более точной копией Гарвардской юридической школы, насколько это возможно сделать». «Первая мировая война стимулировала движение к приёму женщин в юридические школы, и в 1918 году юридические школы Фордхэма и Йеля начали принимать женщин. Школа права Северо-восточного университета, в то время являвшаяся институтом YMCA, начала принимать женщин в 1923 году. Юридическая школа Гарварда не принимала женщин до 1950 года. В 1966 году юридическая школа Нотр-Дам начала принимать женщин.
Несмотря на все эти достижения, „в 1963 году женщины составляли лишь 2,7 процента от общего числа студентов“. В 1969-70 учебном году только 6,35 % кандидатов на получение степени в юридической школе были женщинами». О преобладающем отношении неоднократно упоминала Хиллари Клинтон, которая вспоминала, что в 1969 году её приняли в юридическую школу Гарварда, но её оттолкнул профессор, который сказал ей на вечеринке по набору студентов: «Нам больше не нужны женщины в Гарварде». (Вместо этого она поступила в Йельскую юридическую школу). Посещаемость женщинами юридических школ, однако, значительно улучшилась в течение следующего 10-летнего периода. «В 1968 году из 62 000 студентов юридических факультетов утвержденных школ 3704 были женщинами; к 1979 году из 117 279 студентов утверждённых школ 37 534 — женщины», хотя в менее элитных юридических школах женщины по-прежнему представлены в большей пропорции. В 2016 году число женщин, обучающихся в одобренных ABA юридических школах, достигло большинства (50,09 %), при этом женщины составляли 55 766 из общего числа 111 327 студентов.

## Приобретаемые личные качества, опыт и рекомендации
В каждом юридическом вузе США ключевыми показателями эффективности студентов являются:
- Членство в юридическом обозрении/юридическом журнале[англ.] или должность редактора (на основании оценок или конкурса статей, или и того, и другого). Это важно, по крайней мере, по трём причинам. Во-первых, поскольку членство в журнале определяется либо оценками, либо способностью писать, оно является показателем высокой успеваемости[43]. Отсюда вытекает вторая причина — потенциальные работодатели иногда используют членство в юридическом обзоре в своих критериях приема на работу[43]. В-третьих, работа в юридическом обзоре знакомит студента с юридической наукой и редактированием, и часто позволяет студенту самостоятельно публиковать значительный материал по юридической науке[43]. В большинстве юридических школ есть «главный» журнал, обычно называемый «School name Law Review» (например, Harvard Law Review[англ.] — хотя некоторые школы называют свой главный журнал «School name Law Journal»; см. Йельский юридический журнал[англ.]), который публикует статьи по всем областям права, и один или несколько специализированных юридических журналов, которые публикуют статьи, касающиеся только определённой области права (например, Гарвардский журнал права и технологий[англ.]).
- Участие или достижения в учебном суде[англ.] (на основе устных и письменных аргументов). Успех в учебном суде может выделить человека как выдающегося устного адвоката и обеспечивает степень практической юридической подготовки, которая часто отсутствует в членстве в юридическом обзоре[44]. Учебный суд и связанные с ним мероприятия, такие как судебная адвокатура и разрешение споров, могут быть особенно привлекательны для работодателей, нанимающих на судебные должности, например, в офис окружного прокурора[англ.].
- Участие в инсценированных судебных процессах[англ.] и достижения (основанные на навыках защиты в суде) также могут выделить человека как выдающегося судебного адвоката и помочь развить навыки «реального мира», которые часто ценны для работодателей, нанимающих на судебные должности.
- Членство в Ордене Коифа[англ.] (по среднему баллу успеваемости). Это часто сочетается с отличием по латинскому языку (summa и magna cum laude, хотя часто не cum laude). Однако незначительное большинство юридических школ в США не имеют отделений Ордена Коифа.

### Клерки в судах штатов и федеральных судах
На основании анкетных данных студента, а также положительных рекомендаций преподавателей, некоторые студенты после окончания учёбы получают одно или двухлетнюю практику в качестве судебного клерка или помощника судьи. Всё чаще клерки начинают работать после нескольких лет частной практики.
Клерки призваны обеспечить недавнему выпускнику юридического факультета опыт работы в суде. Часто клерки занимаются значительной юридической исследовательской и письменной работой для судьи, пишут служебные записки, чтобы помочь судье прийти к правовому заключению в некоторых случаях, и пишут проекты заключений, основанных на решениях судьи. Работа клерком в апелляционном суде, хотя и является более престижной, не всегда даёт большой практический опыт в повседневной жизни адвоката, занимающегося частной практикой. Обычный адвокат может получить гораздо больше пользы от стажировки в суде первой инстанции, где он или она будет изучать практику подачи ходатайств, общаться с адвокатами и вообще узнавать, как работает суд первой инстанции изнутри. То, что адвокат может потерять в престиже, он может приобрести в опыте.
В целом, работа клерком даёт молодому юристу и другие ценные преимущества. Судьи часто становятся наставниками молодых клерков, предоставляя молодому адвокату опытного человека, к которому он или она может обратиться за советом. Коллеги-клерки также могут стать друзьями на всю жизнь и/или профессиональными связями. Клерки — отличный опыт для начинающих юристов, и юридические школы поощряют выпускников проходить клерковскую практику, чтобы расширить свой профессиональный опыт. Однако просто не существует достаточного количества вакансий, чтобы принять всех выпускников, отвечающих академическим требованиям.

### Клерки Верховного суда США
Некоторые выпускники юридических вузов могут работать клерком/помощником у одного из судей Верховного суда (каждый судья берёт от двух до четырёх клерков в год). Часто эти клерки являются выпускниками элитных юридических школ, среди которых наиболее широко представлены Гарвард, Йель, Чикагский университет, Мичиганский университет, Колумбийский университет, Университет Вирджинии и Стэнфорд. Судья Кларенс Томас является главным исключением из правила, согласно которому судьи нанимают клерков из элитных школ; он гордится тем, что выбирает клерков из школ не самого высокого уровня, и публично отметил, что его клерки подвергались нападкам в Интернете как «мусор третьего уровня».
Большинство клерков Верховного суда работали в нижестоящих судах, часто в течение года у судьи федерального окружного суда, прошедшего высокий отбор (например, судьи Алекс Козински, Майкл Люттиг, Джеймс Харви Уилкинсон, Дэвид Тейтел, Ричард Познер), известного как «судья-кормилец». Это, пожалуй, самая престижная должность, которую только что окончивший университет юрист может получить, и клерки Верховного суда часто пользуются большим спросом среди юридических фирм, правительства и юридических школ. Юридические фирмы выплачивают клеркам Верховного суда бонус в размере до 400 000 долларов США за подписание контракта с их фирмой. Подавляющее большинство клерков Верховного суда либо становятся преподавателями в элитных юридических школах, либо начинают частную практику в качестве апелляционных адвокатов, либо занимают весьма престижные государственные должности.

## Противоречия, связанные с юридическими школами США

### Статистика трудоустройства и информация о зарплате
Исследование «После получения степени юриста», проведённое среди выпускников юридических вузов, сдавших экзамен на адвоката, показало, что даже выпускники юридических вузов с более низким рейтингом обычно получали шестизначные доходы ($100 000+) в течение 12 лет после окончания вуза. Выпускники вузов с более высоким рейтингом обычно зарабатывали более $170 000. Исследование «Экономическая ценность диплома юриста», проведённое экспертами и включавшее выпускников юридических вузов, которые не сдали экзамен на адвоката и не занимались юридической практикой, показало, что около четверти выпускников юридических вузов обычно зарабатывают на 20 000 долларов больше в год, чем они зарабатывали бы, имея только степень бакалавра. Около 3/4 выпускников зарабатывали примерно на 80 000 долларов в год больше, чем они могли бы зарабатывать, имея степень бакалавра. Однако только 60—70 процентов выпускников юридических факультетов занимаются юридической практикой. Некоторые авторы критикуют информацию о трудоустройстве, предоставляемую непосредственно юридическими школами; однако в этих исследованиях приводится информация, предоставленная непосредственно выпускниками юридических факультетов, а в случае последнего исследования — собранная Бюро переписи населения США в рамках более широкого экономического исследования.

### Негативное освещение в «Нью-Йорк Таймс»
Начиная с 2011 года, американские юридические школы стали предметом серии критических статей в основных новостных изданиях, начиная с серии статей Дэвида Сигала в The New York Times. В этих статьях сообщалось о долговой нагрузке выпускников юридических факультетов, трудностях трудоустройства в юридической профессии и недостаточной практической подготовке в американских юридических школах. Ряд критиков указывали на фактические неточности и логические ошибки в материалах The New York Times о высшем образовании, особенно связанных с юридическими школами.
В последнее время некоторые журналисты, пишущие о высшем образовании, отмечают, что, несмотря на проблемы, с которыми сталкиваются недавние выпускники, результаты экспертных исследований и всесторонние данные свидетельствуют о том, что выпускники юридических факультетов, как правило, находятся в лучшем финансовом положении, чем если бы они не посещали юридическую школу.

### Судебные иски, связанные с американским юридическим образованием
В 2011 году на несколько юридических факультетов подали в суд за мошенничество и за вводящую в заблуждение статистику трудоустройства. Большинство этих исков были отклонены по существу.
В 1995 году Министерство юстиции США подало иск против Американской ассоциации юристов, аккредитующего органа американских юридических школ, за якобы нарушение антимонопольного закона Шермана. Урегулирование иска запретило ABA использовать зарплату преподавателей или администраторов в качестве критерия аккредитации.

### Политический баланс
Либеральные профессора утверждают, что в юридических вузах существует консервативная предвзятость, особенно в области права, экономики и бизнес-права. Либералы также выступают за позитивные действия для увеличения представительства женщин и меньшинств среди студентов юридических вузов и преподавателей.
Консервативные студенты утверждают, что среди преподавателей юридических факультетов высшего звена существует либеральная предвзятость.

## Рейтинги юридических школ
Существует несколько различных рейтингов юридических вузов, каждый из которых имеет свою специфику и методологию. Большинство из них делают акцент либо на используемых ресурсах, либо на легко измеряемых результатах (то есть результатах вскоре после выпуска); ни один не измеряет добавленную стоимость или долгосрочные результаты. В целом, эти рейтинги противоречивы и не всегда признаются авторитетными.
U.S. News & World Report регулярно публикует список «100 лучших юридических школ», основанный на различных качественных и количественных факторах, например, баллах LSAT и GPA поступающих студентов, репутационных опросах, расходах на одного студента и т. д. В рейтингах U.S. News основное внимание уделяется исходным данным — результатам тестов и оценкам студентов, расходам юридических школ, но при этом учитываются и некоторые результаты, такие как сдача экзаменов и трудоустройство вскоре после окончания учёбы. В рейтингах U.S. News большое внимание уделяется «репутации», которая измеряется с помощью опроса с небольшим размером выборки и низким процентом ответов. Показатели репутации сильно коррелируют с показателями репутации за предыдущие годы и могут не отражать изменения в качестве юридических школ с течением времени.
Сеть исследований в области социальных наук — хранилище проектов и завершённых научных работ в области права и социальных наук — ежемесячно публикует рейтинги юридических школ, основанные на количестве загрузок научных работ преподавателей. Рейтинг доступен по общему количеству скачиваний, общему количеству скачиваний за последние 12 месяцев и количеству скачиваний на одного преподавателя для корректировки размера различных учебных заведений. SSRN также предоставляет рейтинги отдельных преподавателей юридических вузов по этим показателям.
Брайан Лайтер регулярно составляет серию оценок под названием «Brian Leiter’s Law School Reports», в которых он и другие комментаторы обсуждают юридические школы. В рейтингах Лайтера, как правило, подчеркивается качество и количество научных работ преподавателей, измеряемое цитированием в избранной группе журналов.
Несколько других рейтинговых систем явно разработаны для того, чтобы сосредоточиться на результатах трудоустройства в момент или вскоре после окончания учёбы, включая рейтинги Национального юридического журнала, Vault.com и Above the Law. Национальный юридический журнал предоставляет сравнение своих рейтингов, основанных на трудоустройстве, с рейтингами U.S. News. Для студентов, которых в первую очередь интересует прибыльное трудоустройство, а не научный престиж, это сравнение может подсказать, какие юридические школы наиболее недооценены рынком.

### Рейтинги и заработок по версии U.S. News
Выпускники 14 лучших юридических школ имеют в среднем более высокий заработок, чем выпускники остальных 190 юридических школ. К этим 14 учебным заведениям относятся университеты: Беркли, Чикагский, Колумбийский, Корнелл, Дьюк, Джорджтаун, Гарвардский, Мичиганский, Нью-Йоркский, Северо-Западный, Пенсильванский, Стэнфордский, Виргинский и Йельский. Кроме того, выпускники с более высоким средним баллом аттестата зрелости имеют более высокий заработок, чем студенты с более низким средним баллом. Даже выпускники неэлитных юридических вузов, сдавшие экзамен и работающие полный рабочий день, обычно зарабатывают около 100 000 долларов в год в течение семи лет после окончания юридического факультета.
Неясно, даёт ли посещение юридического факультета с более высоким рейтингом больший толчок к росту доходов выпускников юридических школ, чем посещение юридического факультета с более низким рейтингом. Более высокий заработок и лучшие результаты для выпускников юридических школ с более высоким рейтингом могут быть обусловлены тем, что эти студенты имели больший потенциал заработка по сравнению с выпускниками юридических школ с более низким рейтингом до поступления в юридическую школу — более высокие результаты стандартизированных тестов и средний балл аттестата зрелости, более богатые семьи и друзья и т. д. В одном из исследований предполагается, что после контроля за поступающими студентами результаты заработка и трудоустройства лучше в юридических школах с более низким рейтингом, утвержденным ABA, чем в юридических школах с более высоким рейтингом — то есть юридические школы с более низким рейтингом могут сделать больше для улучшения результатов, чем школы с более высоким рейтингом.

### Региональные уровни и национальные школы более низкого уровня
Большинство юридических школ, не относящихся к высшему уровню, имеют более региональный масштаб и часто имеют очень сильные региональные связи для трудоустройства выпускников после окончания учёбы. Например, студент, окончивший юридическую школу низшего уровня, может найти возможности на «домашнем рынке» этой школы: на юридическом рынке, где работают многие выпускники этой школы, где сосредоточена большая часть усилий школы по налаживанию контактов и развитию карьеры. В отличие от этого, выпускники юридических школ высшего уровня могут найти возможности трудоустройства в более широком географическом регионе.

### Школы, аккредитованные штатами
Многие школы уполномочены или аккредитованы каким-либо штатом, а некоторые работают непрерывно уже более 95 лет. Большинство из них расположены в Алабаме, Калифорнии, Массачусетсе, Пенсильвании и Теннесси, а также в Пуэрто-Рико. Некоторые юридические школы, получившие разрешение штата, продолжают предлагать курсы, не связанные с ABA, экспериментируя с более дешёвыми вариантами.
Выпускники юридических школ, не аккредитованных АВА, имеют гораздо более низкие показатели сдачи экзаменов в адвокатуру, чем выпускники юридических школ, утвержденных АВА в том же штате.

### Неаккредитованные школы
Некоторые школы не аккредитованы ни штатом, ни Американской ассоциацией юристов. Большинство из них расположены в Калифорнии. Такие школы в Калифорнии зарегистрированы и лицензированы для работы Комитетом экзаменаторов адвокатов штата Калифорния (CBE), но не аккредитованы CBE. Их студенты первого курса обязаны сдать экзамен для студентов-юристов первого года обучения («Baby Bar»), который дает им право продолжить обучение в последующие годы. Затем выпускники этих школ могут сдавать экзамен на звание адвоката Калифорнии. После сдачи экзамена они получают лицензию на ведение юридической практики в Калифорнии. Однако во многих других юрисдикциях выпускникам неаккредитованных юридических школ не разрешается сдавать экзамен в адвокатуру. В Калифорнии выпускники неаккредитованных юридических школ имеют гораздо более низкие показатели сдачи экзамена в адвокатуру, чем выпускники, окончившие одобренные ABA юридические школы в том же штате.

## Самые старые действующие юридические школы
Юридические школы и факультеты перечислены по датам их основания.
1. Школа Маршалл-Уайт[англ.] (Колледж Вильгельма и Марии) основана в 1779 году (закрыта в 1861 году и вновь открыта в 1920 году)
2. Юридический факультет Университета Мэриленда имени Фрэнсиса Кинга Кэри[англ.] основан в 1816 году, первые занятия состоялись в 1824 году (закрыт во время Гражданской войны в США и вновь открыт вскоре после её окончания)
3. Юридический факультет Гарвардского университета основан в 1817 году (старейшая непрерывно действующая школа)
4. Юридический факультет Университета Вирджинии[англ.] основан в 1819 году
5. Йельская школа права основана в 1824 году
6. Юридический колледж Университета Цинциннати[англ.] основан в 1833 году
7. Пенсильванский государственный университет Дикинсон[англ.] основан в 1834 году
8. Школа права Нью-Йоркского университета[англ.] основана в 1835 году
9. Юридическая школа Маурера Университета Индианы[англ.] основана в 1842 году
10. Юридический факультет Университета Сент-Луиса[англ.] основан в 1843 году (закрыт в 1847 году и вновь открыт в 1908 году)
11. Юридический факультет Университета Северной Каролины[англ.] основан в 1845 году
12. Юридический факультет Университета Луисвилла[англ.] (Луисвиллский университет) основан в 1846 году
13. Камберлендская школа права[англ.] основана в 1847 году
14. Юридический факультет Тулейнского университета[англ.] основан в 1847 году
15. Школа права Университета Вашингтона и Ли основана в 1849 году
16. Юридическая школа Бэйлора[англ.] основана в 1849 году (закрыта в 1883 году и вновь открыта в 1920 году)
17. Юридический факультет Пенсильванского университета[англ.] основан в 1850 году
18. Юридическая школа Олбани[англ.] основана в 1851 году
19. Юридический факультет Университета Миссисипи[англ.] основан в 1854 году
20. Юридическая школа Колумбийского университета основана в 1858 году